# Hieracium foensianum
Hieracium foensianum es una especie de planta con flor del género Hieracium, de la familia Asteraceae, orden Asterales.

## Distribución
Hieracium foensianum se distribuye por Dinamarca.

## Taxonomía
Fue descrita científicamente por Wiinst.
Tratamiento taxonómico
La especie aparece registrada y publicada en Dansk Ekskurs.-Fl.